# Monte Leuser
O Monte Leuser (em indonésio:  Bulu Leuser ou Gunung Leuser, vulcão Leuser) é a montanha mais alta da província de Achém (Aceh), ilha de Samatra, na Indonésia. É um pico ultraproeminente das Montanhas Barisan. Tem 3466 m de altitude e 2941 m de proeminência topográfica.